# Singapore Open
Het Singapore Open is een golftoernooi van de Aziatische PGA Tour. Sinds 2006 draagt het toernooi de naam Barclays Singapore Open.
De eerste editie vond plaats in 1961 op de Singapore Island Country Club en heeft sindsdien jaarlijks plaatsgevonden. De Filipijn Ben Arda was in 1967 de eerste speler uit de regio die het toernooi won, en het zou ruim tien jaar duren voordat een niet-Aziaat weer zou winnen. Het toernooi heeft erg bijgedragen aan de ontwikkeling van golf in Azië.
In 1994 werd het baanrecord tijdens het toernooi verlaagd tot 67 door de Australiër Geoff Nicholas, wiens rechterbeen op 13-jarige leeftijd werd geamputeerd.
Bij gebrek aan sponsors stopte het toernooi van 2002 tot en met 2004. Toen het in 2005 weer van de grond kwam, was er een prijzenpot van US$ 2.000.000, waardoor het in één klap het rijkste toernooi van de Aziatische Tour werd. In 2006 werd het prijzengeld verhoogd tot US$ 3.000.000 en er werd aangekondigd dat Barclays voor vijf jaar de sponsor zou zijn. Deel van de afspraak is ook dat het prijzengeld in 2007 zou stijgen naar US$ 4.000.000 en het jaar daarop naar US$ 5.000.000.

## Winnaars
| - 1961: Frank Phillips - 1962: Brian Wilkes - 1963: Alan Brookes - 1964: Ted Ball - 1965: Frank Phillips - 1966: Ross Newdick - 1967: Ben Arda - 1968: Hsieh Yung-yo - 1969: Tomio Kamata - 1970: Hsieh Yung-yo - 1971: Haruo Yasuda - 1972: Takaaki Knon | - 1973: Ben Arda - 1974: Eleuterio Nival - 1975: Yutaka Suzuki - 1976: Kesahiko Uchida - 1977: Hsu Chi-san - 1978: Terry Gale - 1979: Lu Shi-chuen - 1980: Kurt Cox - 1981: Mya Aye - 1982: Hsu Sheng-san - 1983: Lu Chien-soon - 1984: Tom Sieckmann | - 1985: Chen Tze-ming - 1986: Greg Turner - 1987; Peter Fowler - 1988: Greg Bruckner - 1989: Lu Chien-soon - 1990: Antolin Fernando - 1991: Jack Kay - 1992: Bill Israelson - 1993: Paul Moloney - 1994: Kyi Hla Han - 1995: Steve Conran - 1996: John Kernohan | - 1997: Zaw Moe - 1998: Shaun Micheel - 1999: Kenny Druce - 2000: Jyoti Randhawa - 2001: Thaworn Wiratchant - 2005: Adam Scott - 2006: Adam Scott Barclays Singapore Open - 2007: Ángel Cabrera - 2008: Jeev Milkha Singh |

Van 1961 tot en met 1995 werd het toernooi gespeeld op de Bukit-baan van de Singapore Island Country Club.
Sinds 2009 maakt het Singapore Open ook deel uit van de Europese PGA Tour.
| Jaar                    | Baan                    | Winnaar                   | Score                   | Score                   |
| Barclays Singapore Open | Barclays Singapore Open | Barclays Singapore Open   | Barclays Singapore Open | Barclays Singapore Open |
| ----------------------- | ----------------------- | ------------------------- | ----------------------- | ----------------------- |
| 2009                    | Sentosa Golf Club       | Ian Poulter               | 274                     | -10                     |
| 2010                    | Sentosa Golf Club       | Adam Scott                | 267                     | -17                     |
| 2011                    | Sentosa Golf Club       | Gonzalo Fernandez-Castano | 270                     | -14                     |
| 2012                    | Sentosa Golf Club       | Matteo Manassero          | 271                     | -13                     |